# Коваль Володимир Валерійович
Володимир Валерійович Коваль (нар. 1969, м. Вінниця, Україна) — український військовик, генерал-майор Збройних сил України. Заступник начальника Генерального штабу Збройних сил України. Кандидат військових наук (2008).

## Життєпис
Закінчив Калінінградське вище інженерне училище інженерних військ (1993), Національний університет оборони України імені Івана Черняховського (2003, 2007, 2019). Служив командиром взводу, начальником служби, заступником начальника центру, провідним науковим співробітником, начальником воєнно-наукового відділу, заступником начальника Воєнно-наукового управління та начальником Воєнно-наукового управління Генерального штабу Збройних сил України.
Працює старшим науковим співробітником (від 2009).

## Військові звання
- полковник,
- бригадний генерал (26 березня 2022)[1].
- генерал-майор[2].

## Нагороди
- Національна премія України імені Бориса Патона 2022 року — за роботу «Медичне забезпечення сил оборони на засадах єдиного медичного простору» (у складі колективу)[3]

### наукові патенти
- Коваль В.В. (перелік патентів)// База патентів України, Процитовано 14 грудня 2022 року

| Емблема Збройних сил України | Це незавершена стаття про військового чи військову Збройних сил України. Ви можете допомогти проєкту, виправивши або дописавши її. |